# Racławice (gemeente)
De gemeente Racławice is een landgemeente in het Poolse woiwodschap Klein-Polen, in powiat Miechowski.
De zetel van de gemeente is in Racławice.
Op 30 juni 2004 telde de gemeente 2566 inwoners.

## Oppervlakte gegevens
In 2002 bedroeg de totale oppervlakte van gemeente Racławice 59,18 km², waarvan:
- agrarisch gebied: 77%
- bossen: 16%

De gemeente beslaat 8,74% van de totale oppervlakte van de powiat.

## Demografie
Stand op 30 juni 2004:
| Omschrijving                   | Totaal | Totaal | Vrouwen | Vrouwen | Mannen | Mannen |
| ------------------------------ | ------ | ------ | ------- | ------- | ------ | ------ |
| eenheid                        | aantal | %      | aantal  | %       | aantal | %      |
| inwoners                       | 2566   | 100    | 1254    | 48,9    | 1312   | 51,1   |
| bevolkingsdichtheid (inw./km²) | 43,4   | 43,4   | 21,2    | 21,2    | 22,2   | 22,2   |

In 2002 bedroeg het gemiddelde inkomen per inwoner 1343,21 zł.

## Aangrenzende gemeenten
Działoszyce, Miechów, Pałecznica, Radziemice, Skalbmierz, Słaboszów